# Andrei Găină
Andrei Găină (n. 1885, Chițcanii Vechi, Telenești – d. 1940, Chițcanii Vechi, Telenești) a fost un deputat în primul Parlament liber al Basarabiei "Sfatul Țării" în anii 1917-1918, votând  Unirea Basarabiei cu România.

## Biografie
Andrei Găină s-a născut în anul 1885 în satul Chițcanii Vechi. De ocupație era agricultor. A fost soldat în Armata țaristă pe fronturile primului război mondial. Apoi a fost primar la Chițcanii Vechi în anii imediat următori Unirii din 1918. Neavînd copii a înfiat două fete: 
- Raisa Lentovschi, refugiată din Rusia, care a absolvit facultatea de filologie la Iași, a fost mai apoi profesoară de franceză și română la Chițcanii Vechi pînă la 28 iunie 1940 și după 22 iunie 1941. A decedat la naștere în anul 1942. Este înmormîntată la cimititul din sat. În căsătorie a avut numele de familie Marandici.
- Iulia Coman (născută Șova), fiica naturală a lui Xenofont Șova, deportat în 1940 în Siberia. S-a refugiat împreună cu mama naturală în România în anul 1940 și 1944. A absolvit facultatea de filologie. Profesoară de limba franceză la Buzău.  Actualmente este la pensie.

A fost membru al Comitetului Central al ostașilor moldoveni la Chișinău.  La Congresul Ostașilor Moldoveni din 20-27 august 1917 de la Chișinău a fost ales ca deputat în Sfatul Țării din partea județului Orhei.
În anii interbelici, după reforma agrară din 1922 a posedat 50 ha de terenuri agrare.
Andrei Găină a decedat în luna ianuarie a anului 1940. Este înmormântat în curtea bisericii din sat. A ctitorit biserica nouă din sat și fantalul. A fost căsătorit cu Teodora.
A mai avut un frate, Constantin (decedat aprox. 1949, Chițcanii Vechi), de la care au urmat mai mulți copii, actualmente locuitori ai Basarabiei.